# Vinicia
Vinicia is een geslacht van vlinders van de familie snuitmotten (Pyralidae), uit de onderfamilie Phycitinae.

## Soorten
- V. eucometis Meyrick, 1882
- V. guttella Snellen, 1882
- V. gypsopa (Meyrick, 1883)
- V. homoeosomella Hampson, 1901
- V. inoueella Roesler, 1972
- V. macrota (Meyrick, 1887)
- V. phloeophaga Meyrick, 1935